# Werner Pfeifer (Architekt)
Werner Pfeifer (* 16. Mai 1919 in Schruns; † 21. Oktober 1972 in Feldbach) war ein österreichischer Architekt.

## Leben
Werner Pfeifer wuchs in Schruns auf. Er besuchte vier Jahre das Privatgymnasium der Jesuiten Stella Matutina in Feldkirch und danach die Realschule in Dornbirn, wo er 1939 maturierte.
Ab Herbst 1939 studierte er Architektur an der Technischen Hochschule Wien. Mitte 1940 reiste er für einige Monate nach Istanbul zum Architekten Clemens Holzmeister und arbeitete ebendort an den Plänen für das Türkische Parlamentsgebäude mit. Zur Einberufung musste er zurückkehren und Kriegsdienst leisten, in Griechenland, Russland und dann an der Westfront in Frankreich. Während des Krieges erhielt er alle vier Monate einen dreiwöchigen Studienurlaub. Anfang 1945 geriet er in französische Gefangenschaft und durfte Weihnachten 1945 in seine Heimat zurückkehren. Er setzte sein Studium fort und machte so viele Prüfungen wie unter den Nachkriegsbedingungen möglich waren.
Neben dem Studium arbeitete Pfeifer an eigenen Projekten in Schruns und richtete sich im Elternhaus ein Büro ein. Mit dem ersten größeren Projekt des Gemeindezentrum in Laterns stellte er seine ersten Mitarbeiter an und hatte keine Zeit mehr, um sein Studium ordnungsgemäß abzuschließen. Eine Sonderregelung für Kriegsheimkehrer ermöglichte ihm 1959, die Befugnis zum Ziviltechniker zu erlangen.
Sein Architekturbüro in Schruns hatte in den 1960er Jahren 15 Mitarbeiter, weiters gab es eine Niederlassung bei den Schulbrüdern in Strebersdorf in Wien und am Ende der 1960er Jahre auch eine Niederlassung in Dornbirn.
Nach seinem Tod wurde am 31. Jänner 1973 sein Büro geschlossen. Sein langjähriger Mitarbeiter Architekt Markus Ruhm führte das Büro weiter, verstarb jedoch ebenfalls plötzlich. Anfang 1986 wurde das Büro vom Architekten Gernot Thurnher aus Feldkirch übernommen.

## Realisierungen (Auswahl)
- 1950 Haus Kieber in Schruns
- 1951 Volksschule Gargellen

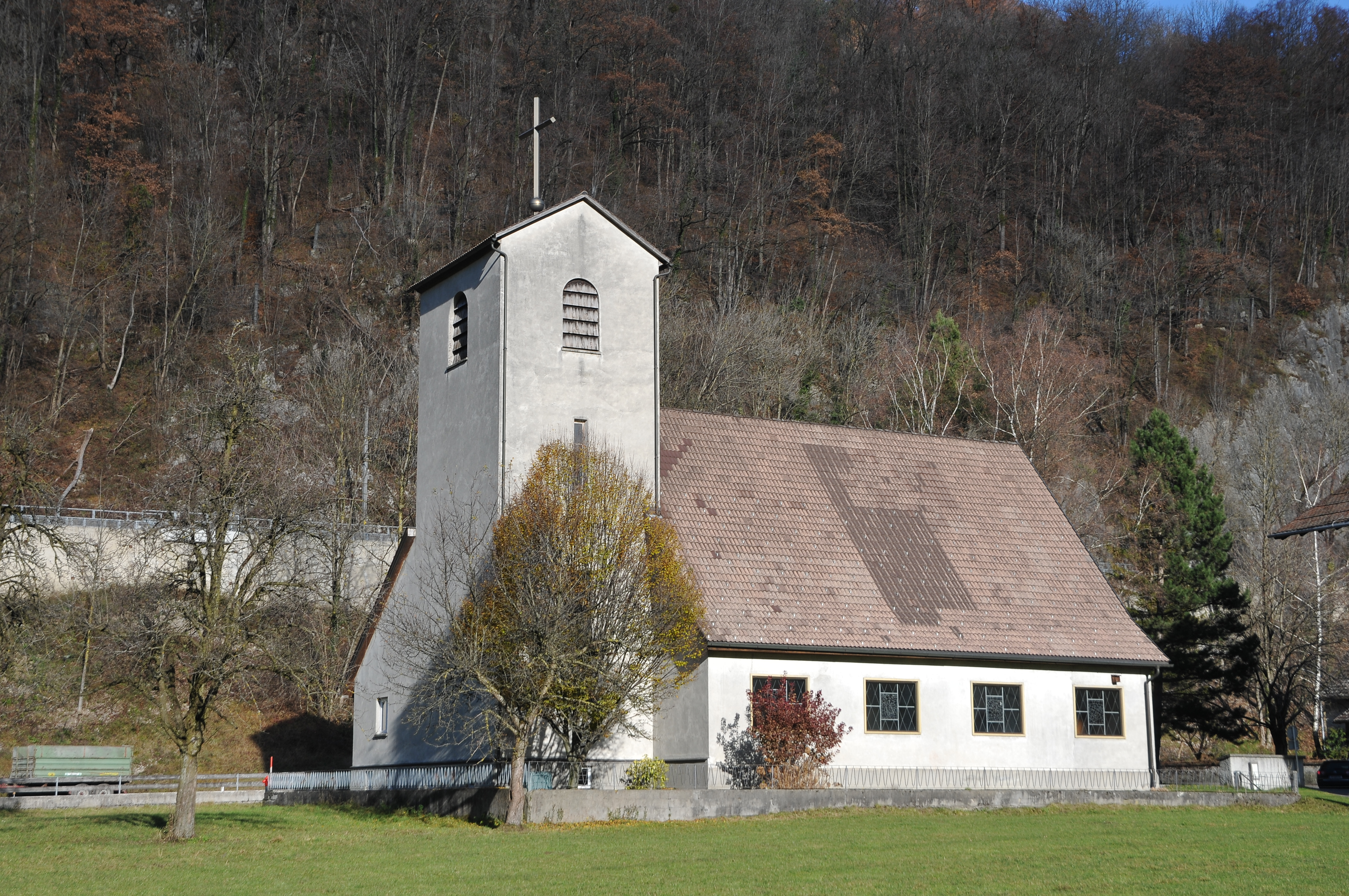
Pfarrkirche Bings, 1955

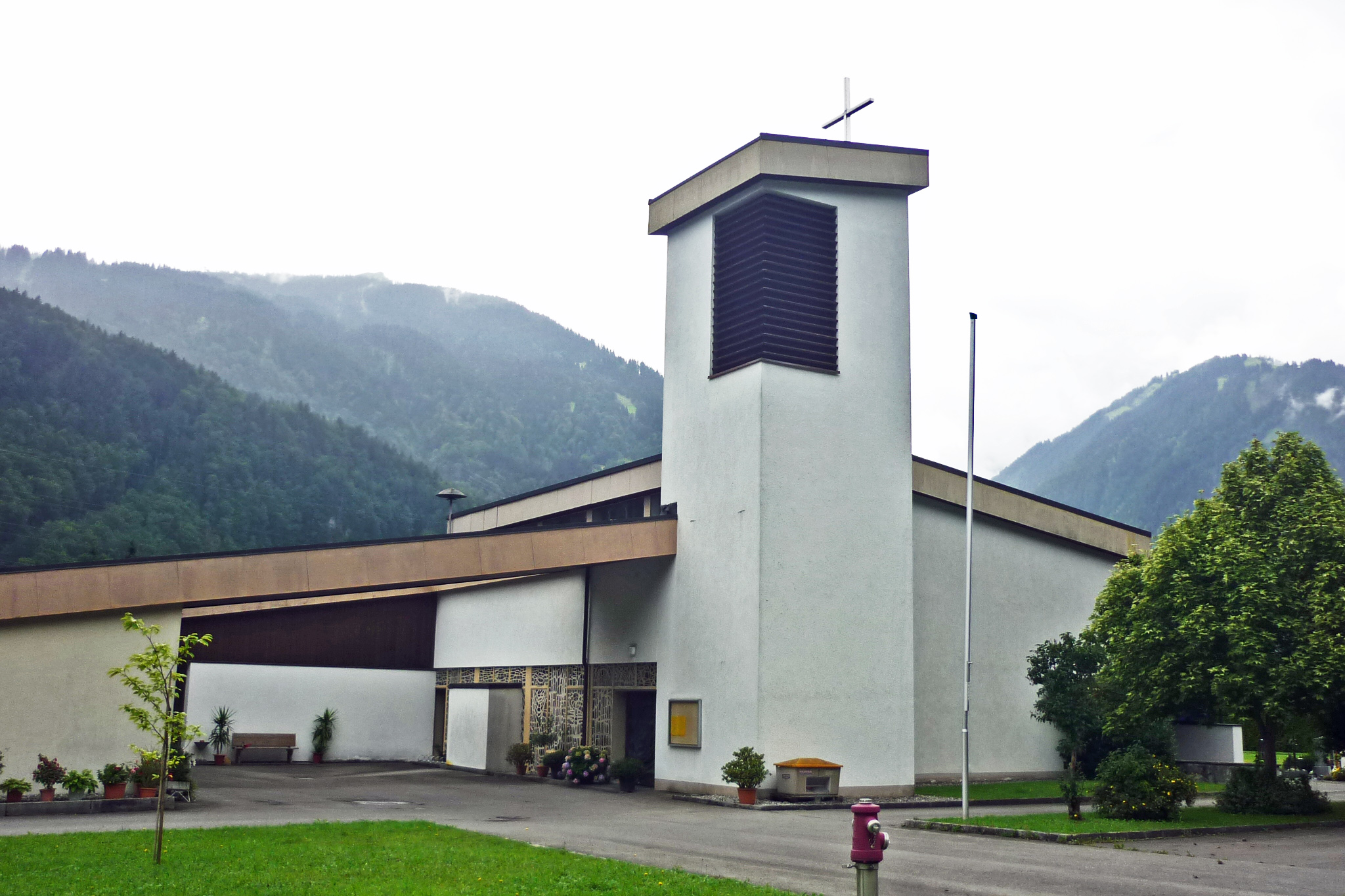
Pfarrkirche Gantschier, 1963

- 1952 Haus Reinhard Pfeifer in Schruns
- 1952 Kino Schruns
- 1952 Gemeindehaus und Schule in Fontanella
- 1954 Zubau Kurhotel Schruns
- 1954 Feuerwehrhaus Schruns
- 1955 Architekturbürotrakt Pfeifer in Schruns
- 1955 Pfarrkirche Bings
- 1956 Tabaktrafik in Schruns
- 1957 Reihenhäuser Silbertalerstraße in Schruns
- 1957 Institut St. Josef in Feldkirch, 1. Bauetappe
- 1957 Umbau Verkehrsamt Schruns
- 1959 Volksschule Gamprätz
- 1960 Wohnanlage in Feldkirch-Tosters
- 1962 Kirche in Mathel in Tanganjika
- 1962 Cafe Frederick in Schruns
- 1963 Pfarrkirche Gantschier
- 1963 Hauptschule Dorf in Schruns
- 1964 Marianum Bregenz
- 1964 Haushaltungsschule in Mpanda in Tanganjika
- 1964 Berufsschule Bregenz
- 1964 Wohnhausanlage Casa plana in Schruns
- 1965 Institut St. Josef in Feldkirch, 2. Bauetappe
- 1966 Kunert Fabrik in Schruns
- 1966 Sparkasse Bludenz in Schruns
- 1966 Berufsschule Dornbirn
- 1967 Hochhaus Bludenz
- 1967 Sparkasse Dornbirn in Lustenau
- 1967 Schulzentrum Strebersdorf in Wien
- 1967 Hotel Alpenrose in Schruns
- 1968 Studentenheim der Schulbrüder in Strebersdorf in Wien
- 1969 Schule Fünfhaus in Wien
- 1971 Friedhofserweiterung in Schruns
- 1972 Aufbahrungshalle in Schruns